# Weiskirchen
Weiskirchen là một đô thị thuộc huyện Merzig-Wadern, bang Saarland, Đức. Đô thị Weiskirchen có diện tích 33,64 km².Đô thị này tọa lạc/có cự ly Đô thị này tọa lạc ở Hunsrück, cự ly khoảng 20 km về phía đông bắc của Merzig, và 25 km về phía đông nam của Trier.